# 菲奥尔迪蒙泰
菲奥尔迪蒙泰（義大利語：Fiordimonte），曾是意大利马切拉塔省的一个市镇。总面积21平方公里，人口221人，人口密度10.5人/平方公里（2009年）。ISTAT代码为043018。
2017年1月1日，菲奥尔迪蒙泰和皮耶韦博维利亚纳两市镇合并为新的瓦尔福尔纳切市镇。